# De Heeren van Harinxma
De Heeren van Harinxma is een restaurant in Beetsterzwaag, gemeente Opsterland, Nederland. Het restaurant kreeg een Michelinster toegekend en behield deze tot 2006. In 2016 kreeg het opnieuw een ster toegekend en behield die tot op heden.
GaultMillau kende het restaurant in 2016 14 van de 20 punten toe.
Het restaurant bevindt zich in het herenhuis op Landgoed Lauswolt. Hier is ook een hotel gevestigd. Sinds 2015 is Arjan Bisschop chef-kok.